# Avocat en France

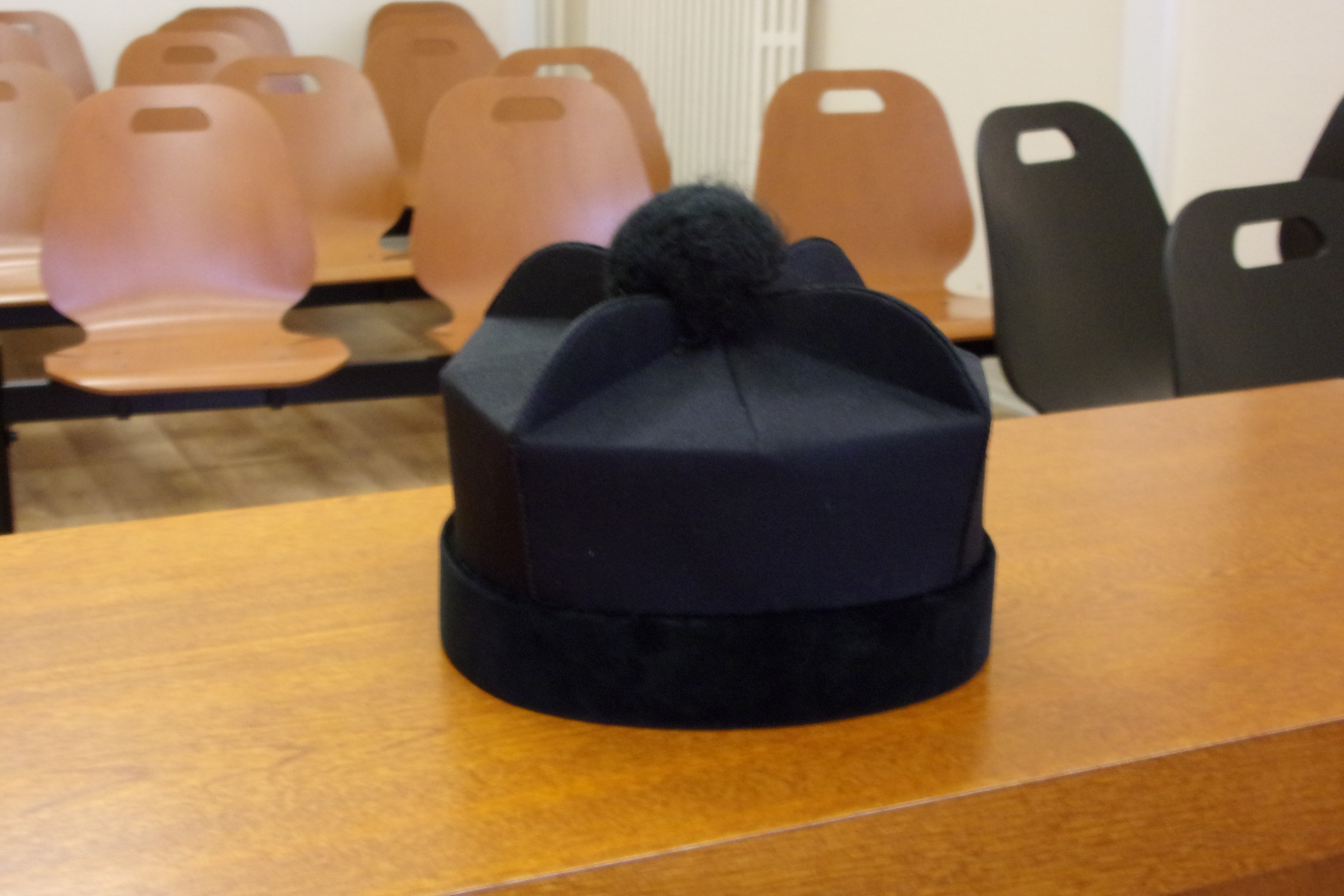
Toque d'un avocat français.

Pour les autres articles nationaux ou selon les autres juridictions, voir Avocat (métier).
En France, l'avocat est un auxiliaire de justice chargé entre autres de conseiller, de représenter les parties à un procès et de plaider pour elles.
La profession réglementée d'avocat telle qu'elle existe aujourd'hui résulte de la fusion des avocats avec les avoués près des tribunaux de grande instance et les avoués près les tribunaux de commerce.
Elle est régie principalement par la Loi 71-1130 du 31 décembre 1971 modifiée, et par le décret n°91-1197 du 27 novembre 1991 organisant la profession d'avocat.

## Historique

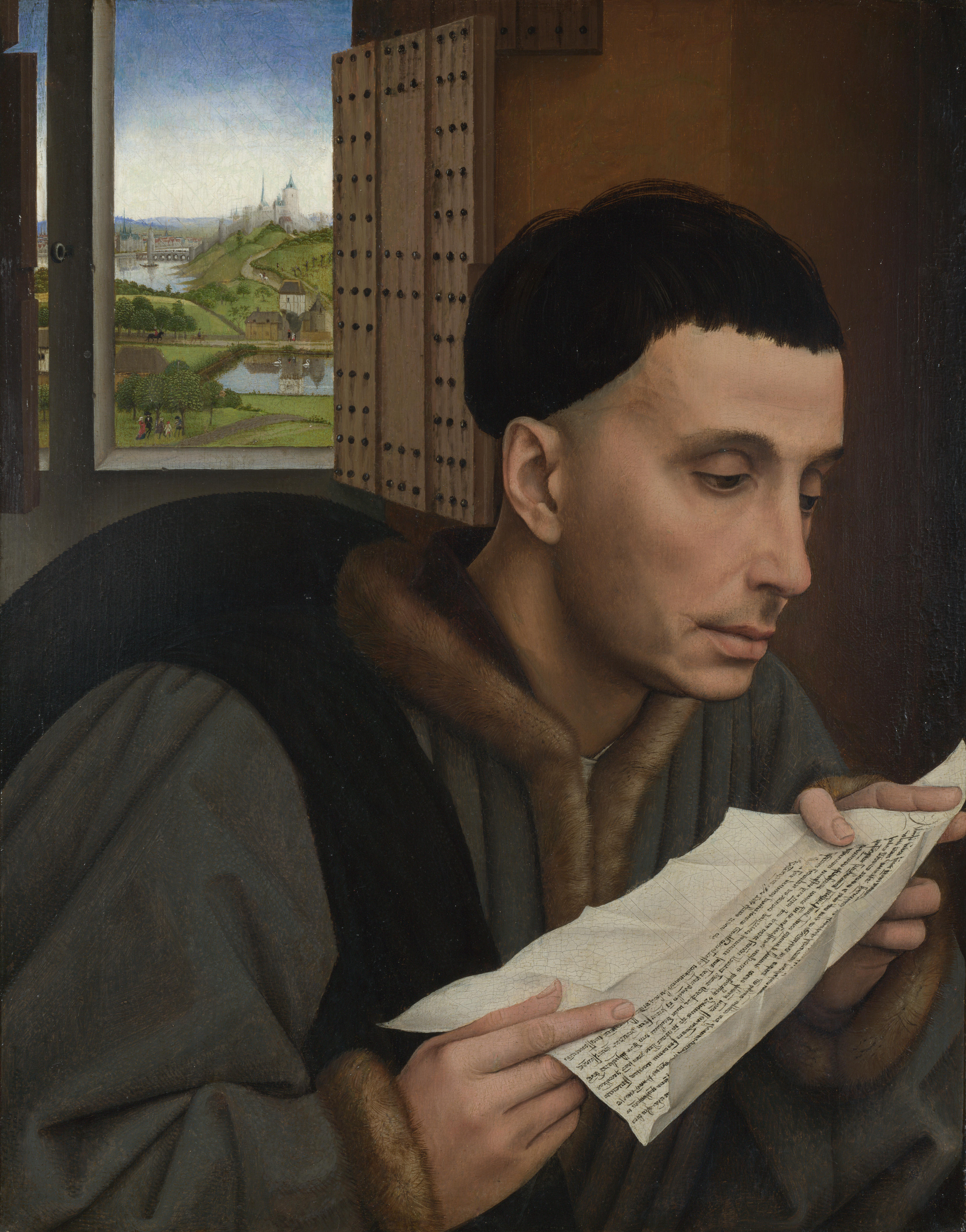
Homme de loi lisant, identifié parfois à Yves Hélory de Kermartin, saint patron des avocats, par Roger van der Weyden.

Au Moyen Âge, avocats et procureurs forment des confréries religieuses, portant ainsi la robe caractéristique des clercs qui s'accompagne du manteau, de l'épitoge, de la toque et des gants blancs.
À partir du XVe siècle, une distinction est faite entre l'avocat, principalement chargé de plaider, et le procureur, dont l'intervention est souvent obligatoire, et qui a pour mission de représenter la partie et de rédiger les actes pour son compte. À l'inverse des procureurs, les fonctions d'avocat n'ont jamais été érigées en office (à l'exception des avocats aux Conseils) et le nombre d'avocats n'a donc jamais été limité. La profession jouissait même d'une forme d'autogestion organisée par le barreau, qui s'organise progressivement pendant l'époque moderne.
En 1789, on comptait plus de mille trois cents avocats près des principaux parlements de France : 607 à Paris, 260 à Nancy, 178 à Rouen, 159 à Bordeaux, 130 à Dijon et Besançon. L'accès à la profession se faisait à partir de l'âge de 16 ans sous réserve d'être titulaire d'une licence en droit. Les candidats à l'exercice devaient en outre prêter serment et accomplir un stage. La pratique du stage, cependant, est tardive et ne s'impose que dans les principaux barreaux du pays ; dans nombre de juridictions secondaires, et même dans quelques parlements (Douai, Nancy), aucun stage n'a été imposé avant la Révolution. Les avocats pouvaient alors s'inscrire sur le tableau tout de suite après leur serment.
Au moment de la Révolution, la loi du 2 septembre 1790 supprime l'ordre des avocats ainsi que la robe distinctive. Il n'y a alors que des « défenseurs officieux » exerçant sans aucune exigence de formation. La loi de Prairial interdit même aux accusés devant le tribunal révolutionnaire de disposer d'un défenseur.
Finalement, la loi du 22 ventôse an XII (12 mars 1804) relative aux écoles de droit rétablit la profession d'avocat en exigeant à nouveau la licence en droit pour plaider,. Le barreau est rétabli par le décret du 14 décembre 1810.
Au XIXe siècle et jusqu'en 1941, le jury étant populaire et délibérant seul (sans la présence des trois magistrats professionnels introduits en 1941), les avocats font alors preuve de toute leur éloquence pour le convaincre, utilisant des « effets de manche » : drapés dans leur longue toge noire à grands rabats de soie ornant les manches ils lancent ces rabats qui provoquent un bruit sec captant l'attention du jury.
La dualité entre procureurs et avocats héritée de l'Ancien Régime renaît après le Consulat puisqu'il avait été réinstitué, avant même le rétablissement des avocats, des avoués qui reprenaient les fonctions des procureurs d'Ancien Régime. De 1804 à 1971, il existait donc deux professions distinctes : les avocats, professions libérales, dont l'intervention n'était généralement pas obligatoire et qui étaient chargés de la plaidoirie ; et les avoués, officiers ministériels dont la présence était indispensable à la procédure et qui assuraient la postulation.
Par exception, il n'y avait pas d'avoués dans les cours d'appel siégeant outre-mer ni, après leur réintégration en 1918, dans les départements d'Alsace-Moselle (Moselle, Bas-Rhin, Haut-Rhin). Dans ces départements, les avocats procédaient à l'ensemble des actes. En outre, en Alsace-Moselle, ils devaient choisir de postuler soit devant le tribunal de grande instance, soit devant la cour d'appel,.
Envisagée au moins depuis 1902, la fin de cette dualité est examinée de près à la fin des années 1960. Toutefois, ses modalités divisent les spécialistes entre deux options possibles : la simple fusion des professions d'avocat et d'avoué ou « petite réforme » et la création d'une profession nouvelle intégrant les conseils juridiques ou « grande réforme ».
La Loi 71-1130 du 31 décembre 1971 modifiée regroupe les professions d'avocat et d'avoués près les tribunaux de commerce, mais ne supprime les avoués que devant les juridictions de première instance. De 1971 à 2011, la dualité subsiste donc devant les cours d'appel, le justiciable étant obligé de faire appel à un avoué même s'il a déjà un avocat. En 1990, un nouveau regroupement s'opère avec la fusion des professions d'avocat, de conseil fiscal et de conseil juridique.
Finalement, à la suite notamment du rapport Attali, une réforme, engagée dès 2009 et qui entre en vigueur le 1er janvier 2012, supprime complètement le ministère d'avoué et le regroupe avec celui des avocats.

## Rôle des avocats
L'activité professionnelle des avocats se divise en deux domaines : les activités pour lesquelles les avocats ont un monopole professionnel, et celles qu'ils peuvent exercer concurremment avec d'autres professions.
L'avocat a notamment pour fonction de défendre les droits des justiciables devant les juridictions, ou toutes instances disciplinaires en assistant et représentant ses clients. Il dispose du monopole de la plaidoirie et de la postulation, c'est-à-dire que seul un avocat peut faire de la défense des justiciables une activité professionnelle habituelle. Les exceptions au monopole concernent généralement des personnes ayant une certaine proximité d'intérêt avec le justiciable et à qui la loi permet de l'assister et de le représenter (parent et ami devant les juridictions pénales, conseiller du salarié devant les prud'hommes…).
Le monopole de l'avocat ne signifie pas que la présence d'un avocat soit obligatoire. En effet, devant le tribunal d'instance, le juge de proximité, le conseil de prud'hommes, le tribunal des affaires de Sécurité sociale, le tribunal de commerce, le tribunal paritaire des baux ruraux comme devant les juridictions répressives, la représentation par un avocat n'est pas obligatoire. Dans les affaires de la compétence de ces juridictions, à l'exception des jugements des tribunaux d'instance susceptibles d'appel et des décisions du juge de proximité qui sont rendues en dernier ressort, la procédure devant la cour d'appel ne nécessite pas non plus de recourir à ses services. Si le justiciable souhaite néanmoins se faire représenter, il ne peut sauf exception confier cette mission qu'à un avocat. Devant le tribunal administratif, la représentation par avocat n'est obligatoire que si un contrat ou une somme d'argent sont en jeu.
Un avocat peut avoir des mentions de spécialisations afin d'avoir une meilleure reconnaissance et une justification de ses honoraires. Au 1er janvier 2022, 7 200 mentions sont recensées parmi 29 spécialités.
En principe, devant la Cour de cassation et le Conseil d'État, la représentation des parties est assurée par des officiers ministériels dits « avocats au Conseil d'État et à la Cour de cassation », dits aussi « avocats aux Conseils », qui font partie d'une organisation indépendante de celle des autres avocats et qui disposent d'un privilège de représentation devant ces deux juridictions.
Si la dualité des fonctions entre postulation et plaidoirie a quasiment disparu en ce qui concerne les professions, elle subsiste sur le plan territorial : un avocat peut plaider partout y compris hors du ressort de son barreau, mais ne peut postuler que dans ce ressort. Si nécessaire, il appartient à la partie de désigner en outre un « avocat postulant » inscrit au barreau du ressort où l'instance se déroule.
L'avocat a également des tâches qu'il partage avec d'autres professions juridiques, de délivrer des conseils et des avis sous la forme de consultations, de rédiger des contrats, de passer des actes ou des transactions sous seing privé.
Enfin, l'avocat peut exercer des activités qu'il partage avec des professions non juridiques. Par exemple, l'avocat médiateur pratique la médiation en résolution de litiges. En pareil cas, il ne défend ni ne conseille aucune partie et exerce cette activité conformément aux principes qui la régissent. Il mobilise alors sa connaissance de la psychologie des conflits et de la rhétorique pour conduire l'action de résolution alternative d'un litige.

## Accès à la profession
La profession étant réglementée, son exercice suppose de remplir un certain nombre de conditions. Toutefois, un ressortissant de l'Union européenne ayant été admis à exercer la profession dans un autre État membre peut assurer le libre exercice de cette profession en France.

### Formation et Certificat d'aptitude à la profession d'avocat (CAPA)
L'accès à la profession suppose la réussite à un examen d'entrée dans une école d'avocats (avant 2004 : centre régional de formation professionnelle d'avocat), (CRFPA). Cet examen se passe après l'obtention d'une première année de master de droit (quatre années d'études supérieures dans l'une des nombreuses UFR de droit). En pratique la quasi-totalité des élèves avocats est titulaire d'un master 2 au moins. Au sein des instituts d'études judiciaires (IEJ), il est par ailleurs dispensé une préparation à cet examen se déroulant sur une année. L'inscription à l'IEJ est à présent obligatoire.
L'entrée à l'une des écoles d'avocats nécessite la réussite d'un examen théorique. Cet examen n'est soumis à aucune limite d'âge.
Dès l'entrée à l'une des écoles d'avocats, les élèves avocats sont soumis au secret professionnel, via un serment spécifique (dit « petit serment »).
Depuis la réforme de 2004, entrée en vigueur en 2005, les études à l'une des écoles d'avocats (ex CRFPA) durent 18 mois. Elles sont organisées autour d'enseignements et de stages en cabinet d'avocats ou chez d'autres professionnels juridiques ou judiciaires. À l'issue de cette formation, l'élève avocat doit réussir un examen de sortie en vue de l'obtention du certificat d'aptitude à la profession d'avocat (CAPA). Il prête alors serment devant la cour d'appel et s'inscrit au barreau. Au cours d'une cérémonie solennelle, l'avocat s'engage à respecter les principes fondamentaux de leur profession, et il prête le serment suivant : « Je jure comme avocat d'exercer ma profession avec dignité, conscience, indépendance, probité et humanité ».
Il s'agit d'une formation longue qui est obtenue en général à bac + 6 (bac+ 4 plus 18 mois de scolarité soit bac+ 6 le niveau terminal d'études). C'est également une formation à vocation pratique, notamment, en matière de consultations, de plaidoiries et de rédaction d'actes.
Il est également possible d'intégrer la profession d'avocat par des voies dérogatoires, dites passerelles, après avoir exercé, sous condition de durée, certaines professions administratives, juridiques ou judiciaires.
Le doctorat en droit ou en Science politique dispense son titulaire de l'examen d'entrée à l'une des écoles d'avocats. Pour autant, ils sont astreints à la formation, ainsi qu'à l'examen final du Certificat d'aptitude à la profession d'avocat (CAPA).
Le décret n°91-1197 du 27 novembre 1991 modifié détaille les conditions d'accès à la profession, y compris les dispositions relatives au CAPA. Les articles 68 à 71 sont spécifiquement consacrés au certificat d'aptitude (CAPA).
L’arrêté du 20 juin 2024 fixe le programme et les modalités de l'examen du CAPA.

### Serment et inscription au tableau de l'Ordre
La seule obtention du CAPA ne suffit pas pour accéder à la profession d'avocat. Le titulaire du CAPA doit demander au Conseil de l'Ordre l'inscription au tableau d'un barreau. Pour cela, le Conseil de l'Ordre inscrit préalablement l'impétrant à une session de prestation de serment organisée par la Cour d'appel.
L'impétrant s'engage, lors de cette cérémonie, à « exercer ses fonctions avec dignité, conscience, indépendance, probité et humanité », qui sont les termes du serment de l'avocat.

## Rémunérations
La rémunération peut être de différente nature. Il existe un adage qui préside en la matière : « Quaedam tametsi honesti accipiantur inhonesti tamen petuntur » ; « Si les avocats peuvent accepter honnêtement des honoraires, ils ne peuvent décemment pas en demander ».

### Honoraires de résultat etpactum de quota litis
Le pactum de quota litis, constitue une des modalités les plus complexes de cette rémunération. Par ailleurs, la jurisprudence reconnait l'existence de l'honoraire de résultat, en l'absence même de convention écrite. La convention d'honoraires de résultat entre le client et l'avocat n'est pas soumise à une forme particulière et peut résulter d'un échange de correspondances.
À titre d'exemples ; 
- Attendu qu'il résulte de ce texte que le défaut de signature d'une convention ne prive pas l'avocat du droit de percevoir pour ses diligences, dès lors que celles-ci sont établies, des honoraires qui sont alors fixés en tenant compte, selon les usages, de la situation de fortune du client, de la difficulté de l'affaire, des frais exposés par l'avocat, de sa notoriété et des diligences de celui-ci[25] ;

- en matière de droit des baux commerciaux : Qu'en statuant ainsi, alors, d'une part, qu'il avait estimé que l'avocat avait participé à la négociation entre la société et son bailleur pour mettre fin à leur litige, d'autre part, relevé que, par courrier électronique du 10 février 2015, la société, donnant suite à deux lettres de l'avocat relatives à sa rémunération, avait proposé le paiement d'un honoraire de résultat, ce dont il résultait l'existence d'une convention sur le principe d'un tel honoraire, nonobstant un désaccord sur son montant qui devait conduire le juge de l'honoraire à l'apprécier, le premier président, qui n'a pas tiré les conséquences légales de ses constatations, a violé les textes susvisés[26] ;

## Modalités d'exercice de la profession
La profession peut être exercée de manière individuelle mais aussi sous différentes formes collectives. Il peut ainsi faire partie d'une association professionnelle, d'une société civile professionnelle, d'une société d'exercice libéral ou d'une société en participation. Il peut aussi avoir le statut de collaborateur libéral ou de salarié d'une association ou d'une société d'avocats.
L'exercice de la collaboration professionnelle est organisée par la loi 71-1130 du 31 décembre 1971 modifiée qui régit la profession d'avocat. On distingue, depuis la réforme de 1991, la collaboration libérale de la collaboration salariée.
Tout contrat de collaboration, libérale ou salariée, est écrit, et respecte les principes régissant la profession d'avocat, dont : le droit à la formation et à l'acquisition d'une spécialisation, le secret professionnel et l'indépendance. Il contient une clause de conscience, par l'effet de laquelle, l'avocat collaborateur peut demander à ne pas traiter une affaire que sa conscience réprouverait.

### Collaboration libérale
Ce contrat doit préciser, sous peine de nullité, sa durée, la rémunération de l'avocat (le règlement intérieur national de la profession d'avocat prévoit un salaire minimal pour les deux premières années), les conditions d'exercice et les conditions et modalités de la rupture du contrat.
Ce contrat est transmis dans les 15 jours au Conseil de l'Ordre qui, dans le délai d'un mois, peut ordonner la mise en conformité du contrat avec la loi, ainsi que les règles et usages professionnels. L'article 14.2 du règlement intérieur national interdit notamment les clauses :
- de renonciation par avance aux clauses obligatoires ;
- de limitation de la liberté d'établissement ultérieure ;
- de limitation des obligations professionnelles en aide juridictionnelle ou commission d'office ;
- de participation aux frais de sa propre clientèle durant les cinq premières années d'exercice ;
- portant atteinte à l'indépendance de l'avocat.

Selon l'article 14.2 du règlement intérieur national, le contrat doit désigner le bâtonnier comme conciliateur de première instance. Le bâtonnier, ou plus généralement son représentant, entend les parties et propose une conciliation dans les trois mois de sa saisine. Faute d'accord, le litige entre confrères est soumis à l'arbitrage du Bâtonnier.

### Collaboration salariée
Le contrat de travail des avocats a été instauré en droit par l'article 7 de la loi 71-1130 du 31 décembre 1971 tel que modifié en 1990. Selon l'article 14.2 du règlement intérieur national, le contrat doit être écrit et préciser sa durée tout comme les modalités de la rémunération. Le conseil de l'Ordre exerce son contrôle comme supra sur le contrat de collaboration libérale. À la différence du collaborateur libéral, le collaborateur salarié ne peut avoir de clientèle personnelle à l'exception des missions d'aide juridictionnelle et des commissions d'office. Un contrat de collaboration libérale peut être requalifié en contrat de travail si par exemple le collaborateur libéral ne peut consacrer aucun temps à sa clientèle personnelle. Le salarié est inscrit au même barreau que son patron (puisque ce premier ne peut avoir sa propre clientèle), sans que sa qualité de salarié puisse apparaître au Tableau de l'Ordre des avocats.
La loi de 1990 modifiant la loi 71-1130 du 31 décembre 1971 et un décret de 1991 précisent que le contrat de travail ne peut comporter des clauses restreignant la liberté d'établissement ultérieure. Cependant, l'article 14.3 du règlement intérieur national dispose : « dans les deux ans suivant la rupture du contrat, l'avocat collaborateur libéral ou salarié devra aviser le cabinet dans lequel il exerçait, avant de prêter son concours à un client de celui-ci. » 
Les litiges relatifs au contrat de travail sont portés à l'« arbitrage » du bâtonnier qui doit rendre sa « sentence » dans les quatre mois (modification par la loi de 2007 ; + quatre mois si motivation ou bien un mois seulement s'il y a urgence). Un recours est possible devant la cour d'appel siégeant en chambre du conseil.

## Accès des femmes à la profession

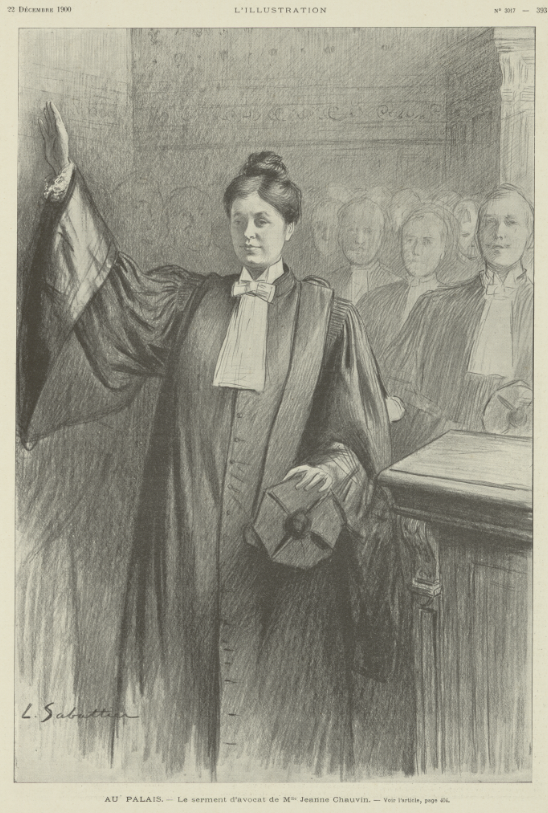
Jeanne Chauvin.

En 1900, Olga Petit est la première avocate et Jeanne Chauvin devint en 1901 la première femme avocate de France à plaider, malgré un tollé médiatique. Il y eut notamment beaucoup de caricatures misogynes, qui peignaient avec effroi un monde où les femmes exerceraient tous les métiers masculins en corset et porte-jarretelles et où les hommes, réduits à leur caleçon et maillot de corps, se retrouveraient avec la préparation de la nourriture et l'emmaillotage des bébés. Jeanne Chauvin n'en demeure pas moins un modèle pour les femmes se destinant à la carrière d'avocate.
De 1900 à 1917, on compte 18 avocates. Parmi les pionnières, on peut citer Agathe Dyvrande-Thévenin, Suzanne Grinberg, Marcelle Kraemer-Bach et Yvonne Netter. Au milieu des années 1920, on compte environ 200 femmes avocates. Il faut attendre 1931 pour qu'une avocate prête serment outre-mer (Marie Colardeau en 1931 à La Réunion). Un certain nombre d'avocates, comme Maria Vérone, étaient en parallèle engagées dans le mouvement féministe. Ne disposant pas encore de la capacité civile (acquise en 1965), ces femmes ne peuvent pas exercer sans accord parental ou marital.
Hélène Miropolsky devient la première femme ayant plaidé à la Cour d'assises, le 25 septembre 1908 à Paris.
Durant la Première Guerre mondiale l'accès des femmes aux études est favorisé et la création d'un baccalauréat féminin en 1919 entraîne l'arrivée de jeunes filles dans les universités de droit à partir de l'année suivante, cette discipline n'étant toutefois choisie que par 5 % des étudiantes. En 1922, Jeanne Rospars-Legrand est la première femme élue secrétaire de la conférence.
En 1976, Martine Luc-Thaler devint la première femme avocate au Conseil d'État et à la Cour de cassation.
Dominique de La Garanderie, Christiane Féral-Schuhl et Marie-Aimée Peyron (bâtonnier en 2018) sont à ce jour les seules femmes élues bâtonnières au barreau de Paris.
En 2002, selon le ministère de la Justice, les femmes représentent 46,4 % de l'ensemble des avocats, forte proportion mais moindre que les femmes magistrates, elles majoritaires. Toutefois, comme dans beaucoup d'autres professions, l'accès des femmes aux postes de direction reste bien plus limité, à seulement 14,7 %.
| Professions                         | Nombre total | Proportion de femmes | Année |
| ----------------------------------- | ------------ | -------------------- | ----- |
| Avocats                             | 70 073       | 57 %                 | 2020  |
| Notaires                            | 13 253       | 48 %                 | 2019  |
| Huissiers de justice                | 3 239        | 38 %                 | 2019  |
| Commissaires-priseurs judiciaires   | 416          | 27 %                 | 2019  |
| Greffiers des tribunaux de commerce | 230          | 39 %                 | 2019  |
| Avocats aux Conseils                | 122          | 27 %                 | 2019  |
| Magistrats                          | 8 947        | 68 %                 | 2020  |

En 2020, parmi les onze plus grands barreaux, cette proportion atteint un maximum à Bordeaux avec 61,8 % (1070 femmes pour 1732 avocats), et un minimum devant le barreau de Nice avec 52,6 % (580 femmes pour 1102 avocats).
En 2020, le nombre de femmes est supérieur à celui des hommes dans 148 barreaux soit 90 % d'entre eux. La proportion de femmes est indépendante de la taille des barreaux. En effet, certains barreaux de petite taille comptent une majorité de femmes ; c’est le cas par exemple des barreaux de Carpentras et de Sens, dans lesquels cette proportion atteint un maximum : 72,4 %.

## Seconde Guerre mondiale
Pendant la Seconde Guerre mondiale, le premier statut des Juifs (1940) autorise ces derniers à exercer une profession libérale, sauf règlement d'administration publique contraire. Le second statut des Juifs (1941) renverse ce principe, qui passe de l'admission à l'interdiction. Un décret du 16 juillet 1941 réglemente la profession d'avocat et prévoit un numerus clausus d'avocats juifs fixé à 2 %. Au barreau de Paris, qui compte 250 avocats juifs déclarés sur 2500 avocats, cela conduit à en radier environ 200 ; 42 sont maintenus, auxquels s'ajoutent cinquante autres avocats juifs, pour motifs exceptionnels (« prisonniers de guerre, anciens combattants, femmes de prisonniers ou veuves de guerre, ou mères de soldats morts à l’ennemi, ou leurs enfants » explique Robert Badinter). Certains avocats juifs portèrent l'étoile jaune, d'autres furent raflés.

## Avocats au Conseil d'État et à la Cour de cassation
Devant ces deux juridictions, sauf dans certaines matières, les justiciables doivent être représentés par avocats spécialisés, les avocats au Conseil d'État et à la Cour de cassation. Ceux-ci sont appelés « avocats aux Conseils », par opposition aux avocats compétents devant les juridictions du fond, appelés « avocats au barreau » ou « avocats à la cour ».
Le Conseil d'État et la Cour de cassation ne sont pas un troisième degré de juridiction : contrairement aux juridictions de première instance et aux Cours d'appel (administratives ou judiciaires), ils ne jugent qu'en droit (dans le cas où le Conseil d'État est juge de cassation, sachant qu'il peut avoir d'autres missions). Ces deux juridictions suprêmes, respectivement du contentieux de droit public et du contentieux de droit privé, effectuent un contrôle de la légalité des arrêts rendus par les juges du fond, et ne peuvent donc être saisies que de moyens de droit, et non de fait, ni de nouveaux éléments de preuve.
Les avocats aux Conseils sont spécialisés dans ce travail, consistant à apprécier objectivement les chances de succès d'un pourvoi et à présenter devant ces deux juridictions des mémoires contenant des moyens de cassation de pur droit.
Leur formation, qui dure trois ans en sus de celle nécessaire pour être avocat au barreau, et l'accès à la profession d'avocat aux Conseils sont régis par le décret no 91-1125 du 28 octobre 1991. Après l'obtention de l'examen d'aptitude à la profession d'avocat au Conseil d'État et à la Cour de cassation, ils sont nommés par le Garde des Sceaux, ministre de la Justice. Ils sont officiers ministériels.
L'article 5, 3, alinéa 2, de la directive 98-5 CE du 16 février 1998 dispose que dans le but d'assurer le bon fonctionnement de la justice, les États membres peuvent établir des règles spécifiques d'accès aux cours suprêmes, telles que le recours à des avocats spécialisés. Le recours aux avocats au Conseil d'État et à la Cour de cassation, pour saisir ces deux hautes juridictions, a également été reconnu[réf. nécessaire][pas clair] par la Cour de justice de l'Union européenne et par la Cour européenne des droits de l'homme.
On compte actuellement soixante charges en France, au sein desquelles il peut y avoir au maximum trois avocats aux Conseils. Toutefois, l'article 15 du décret no 2009-452 du 22 avril 2009 a supprimé la limitation à 60 du nombre de charges, le garde des sceaux pouvant, par arrêté, créer de nouveaux offices d'avocats au Conseil d'État et à la Cour de cassation, pour des motifs tenant à la bonne administration de la justice, au vu notamment de l'évolution du contentieux devant ces deux juridictions, après avis du vice-président du Conseil d'État, du premier président de la Cour de cassation, du procureur général près la Cour de cassation et du conseil de l'ordre des avocats au Conseil d'État et à la Cour de cassation.
Les avocats au Conseil d'État et à la Cour de cassation sont usuellement saisis par les justiciables. Si nécessaire, le président de l'Ordre peut en désigner un d'office.
Les avocats aux Conseils conviennent librement avec leurs clients du montant de leurs honoraires. Ils interviennent au titre de l'aide juridictionnelle pour les justiciables aux revenus modestes, tant devant le Conseil d'État que devant la Cour de cassation.
Ils bénéficient, de même que les notaires, huissiers de justice, greffiers de tribunaux de commerce et commissaires-priseurs, du droit de présentation issu de l'article 91 de la loi du 28 avril 1816. Ce droit a été jugé conforme à la Constitution par le Conseil constitutionnel en tant qu'il s'applique aux notaires le 21 novembre 2014, et en tant qu'il s'applique aux greffiers de tribunaux de commerce le 26 mars 2015, lors de deux questions prioritaires de constitutionnalité (QPC).

## Organisation et représentation de la profession
Tout avocat fait partie d'un barreau dont le ressort est celui du tribunal judiciaire. Toutefois, plusieurs barreaux d'une même cour d'appel peuvent fusionner. L'ensemble des avocats inscrits à un barreau (y compris les avocats honoraires) sont appelés à élire les membres du conseil de l'ordre et le bâtonnier. L'ordre des avocats du barreau de Paris, qui regroupe environ 40 % des avocats français, est souvent consulté sur les questions relatives à la profession d'avocat.
Le Conseil national des barreaux est l'instance chargée de représenter la profession auprès des pouvoirs publics. Ce conseil est composé de membres élus par leurs pairs.
À côté des ordres professionnels, auxquels l'appartenance est obligatoire, il existe plusieurs syndicats professionnels comme la Confédération nationale des avocats (CNA), le Syndicat des avocats de France (SAF), le Syndicat des avocats libres, l'Union des jeunes avocats (UJA) ou l'Association des avocats conseils d’entreprises (ACE).

## Discipline
Les avocats de France sont soumis à des principes de déontologie très précis. Ces normes internes sont principalement posées par le Règlement Intérieur National ou RIN.
La discipline des avocats est assurée par un conseil de discipline instauré dans chaque cour d'appel (sauf à Paris où l'ordre des avocats au barreau de Paris dispose de sa propre instance disciplinaire). Le conseil de discipline comprend des membres désignés par les différents barreaux du ressort et, à Paris, parmi les membres et anciens membres du conseil.
Le conseil de discipline peut prononcer un avertissement, un blâme, une interdiction temporaire ou une radiation définitive du tableau.
Par ailleurs, l'article 41 de la Loi du 29 juillet 1881 sur la liberté de la presse se veut garant de ce que l’on appelle par commodité « l’immunité de robe » : « Ne donneront lieu à aucune action en diffamation, injure ou outrage, ni le compte rendu fidèle fait de bonne foi des débats judiciaires, ni les discours prononcés ou les écrits produits devant les tribunaux. Pourront néanmoins les juges, saisis de la cause et statuant sur le fond, prononcer la suppression des discours injurieux, outrageants ou diffamatoires, et condamner qui il appartiendra à des dommages-intérêts ». La loi du 15 juin 1982 modifie la formule dite d'allégeance et fait disparaître le « délit d'audience » de l'article 25 de la loi du 31 décembre 1971.

## Statistiques
Début 2011, les avocats en France étaient 53 744 dont 22 133 au Barreau de Paris et 31 532 aux 160 barreaux de province : une croissance de 41 % sur dix ans soit 3,5 % par an. Il y a 80 avocats pour 100 000 habitants, leur revenu annuel moyen est de 74 586 € brut, avec d'importantes disparités : en fonction de l'expérience, entre Paris et la province, entre spécialistes et généralistes, entre hommes et femmes et en fonction de l'âge. Le conseil national des barreaux offre des statistiques détaillées. 
| 2002   | 2003   | 2004   | 2005   | 2006   | 2007   | 2008   | 2009   | 2010   | 2011   | 2012   | 2013   | 2014   | 2015   | 2016   |
| ------ | ------ | ------ | ------ | ------ | ------ | ------ | ------ | ------ | ------ | ------ | ------ | ------ | ------ | ------ |
| 39 454 | 40 847 | 42 609 | 44 054 | 45 818 | 47 765 | 48 461 | 50 314 | 51 758 | 53 744 | 56 176 | 58 224 | 60 223 | 62 073 | 63 923 |

| 2017   | 2018   | 2019   | 2020   | 2021   | 2022   |
| ------ | ------ | ------ | ------ | ------ | ------ |
| 65 480 | 66 958 | 68 464 | 70 073 | 70 894 | 72 521 |

Le décompte publié le 26 mars 2024 par le site informatique « villages de la justice » fait apparaître, au vu des statistiques établies par le Conseil national des barreaux, un total de 76 273 avocats en France, en janvier 2024, avec une augmentation de 2 % du nombre par rapport à 2023, soit 1391 personnes. Le nombre total de barreaux est égal à 164 pour toute la France. 58 barreaux perdent des effectifs ; 22 sont stagnants et 88 en gagnent. 33231 avocats relèvent du barreau de Paris, soit plus de 43 % du total des avocats. La formation des avocats est effectuée dans les 11 écoles qui se trouvent sur le territoire métropolitain.

## Avenir de la profession
Le rapport d'information parlementaire Quels métiers pour quelle justice? de Christian Cointat souligne les difficultés rencontrées par les avocats.
Le 2 février 2017, le rapport intitulé L'avenir de la profession d'avocat a été remis au garde des sceaux, Jean-Jacques Urvoas.
Le monopole des avocats est parfois remis en question au regard des règles européennes. Le projet de directive Bolkestein a notamment remis ce débat sur le devant de la scène,.
Le secteur des avocats d’affaires à connu une forte croissance, celui des avocats spécialisés aussi en finance, notamment du fait du développement des arnaques en lignes, via des apporteurs d’affaires.

### Fusion avec d'autres professions juridiques
Périodiquement, les professionnels du droit en France débattent de l'opportunité d'un rapprochement de la profession d'avocat avec celle de juriste d'entreprise ou de conseils en propriété industrielle.

### Médiation
Les avocats sont déjà actifs dans ce domaine.
La tendance à la généralisation des modes alternatifs et amiables de résolution de différends (arbitrage, médiation), notamment encouragés par l'Union européenne, pour faire face à l'augmentation des litiges, à l'engorgement des tribunaux, notamment en matière civile, a conduit les avocats à investir l'activité de médiateur.
Certains avocats proposent cette approche, parmi d'autres activités.
Collectivement, la profession s'est organisée. Dans chaque barreau de France, des centres de médiation ont été créés. Ces centres de médiation ont été regroupés au sein d'une fédération, directement animée par des avocats. Parallèlement, des médiateurs non juristes se regroupent au sein d'une chambre professionnelle ou d'associations professionnelles.
Le mouvement d'encadrement juridique renforcé de la médiation, avec la création de la médiation de consommation (ordonnance 2015-1033 du 20 août 2015), étend cette technique à la plupart des secteurs économiques.
La médiation, notamment des litiges dans le secteur de la consommation, se dote d'un cadre juridique qui débute en 2015.

### Procédure participative
La loi no 2010-1609 du 22 décembre 2010 (loi dite Béteille) a introduit un nouveau mécanisme de résolution des litiges, au travers de la convention de procédure participative assistée par avocat.
Sous ce nom, se cache un outil original de règlement des litiges, dans le cadre duquel les parties à un litige, non encore soumis à une juridiction, s'engagent à œuvrer de bonne foi à la résolution amiable dudit litige, avec l'aide de leurs avocats.
L'objectif, avoué, est de désengorger les tribunaux, en confiant aux avocats le soin de parvenir à un accord dans le cadre strict de la convention passée entre les parties.
En cas de succès, partiel ou total, l'accord obtenu pourra être homologué par le juge. En cas d'échec, les juridictions peuvent être saisies pour trancher le litige.

## Publicité
L'article 3 de la loi sur la consommation du 17 mars 2014 autorise l'avocat à « recourir à la publicité ainsi qu'à la sollicitation personnalisée » dans des conditions fixées par décret.
Le 29 octobre 2014 paraît le décret d'application de la loi sur la consommation ouvrant la publicité et la sollicitation aux avocats. Le recours à cette forme de communication n'en demeure pas moins très encadrée. Ces publicités et sollicitations personnalisées sont « permises à l'avocat si elles procurent une information sincère sur la nature des prestations de services proposées et si leur mise en œuvre respecte les principes essentiels de la profession. Elles excluent tout élément comparatif ou dénigrant ».